# Izquierda Unida de Castilla-La Mancha
Izquierda Unida de Castilla-La Mancha (IU CLM) es la federación regional de la organización política española Izquierda Unida, en la comunidad autónoma de Castilla-La Mancha. Es la federación del excoordinador federal de la formación, Cayo Lara.
En IU CLM participan organizaciones como el Partido Comunista de Castilla-La Mancha, actualmente su coordinador regional es Juan Ramón Crespo Aguilar y cuenta con 1.800 simpatizantes y militantes
En 2015 eligió en primarias abiertas a Alejandro Ávila como candidato a la presidencia de la Junta de Comunidades de Castilla-La Mancha.

## Historia
En las elecciones generales de 1996 fue elegido José Molina como diputado por la circunscripción de Albacete, siendo la primera vez que fue elegido un diputado de IU en Castilla-La Mancha. Sin embargo, en 1997 fue uno de los tres diputados de la corriente "Nueva Izquierda", que se desmarcan del resto del grupo parlamentario de IU y se negaron a rechazar la reforma laboral del PP que abarataba el despido. La Ejecutiva de IU expulsó a los miembros de Nueva Izquierda de la dirección y les pidió que devolviesen sus actas de diputados, pero ellos decidieron continuar en el Congreso con el nombre de Partido Democrático de la Nueva Izquierda.
En septiembre de ese año, se celebra la V Asamblea Federal de IU, en la que el partido de Nueva Izquierda fue expulsado, integrándose sus miembros en el PSOE. La federación de Castilla-La Mancha fue disuelta, junto a la de Aragón.
En el año 2000 es elegido Cayo Lara como coordinador regional de IU Castilla-La Mancha. Cayo había sido alcalde de IUCLM de la localidad manchega de Argamasilla de Alba, entre 1987 y 1999. En 2007 Cayo fue el candidato de IUCLM a la presidencia de la Junta de Comunidades de Castilla-La Mancha, sin obtener escaño. En esta etapa, llevó a cabo en la región una lucha en defensa de una ley electoral más democrática y contra la especulación urbanística del PSOE en Castilla-La Mancha. El alcalde de Seseña, Manuel Fuentes, de IUCLM, también destacó por su lucha contra la corrupción en su localidad, en un artículo titulado "El Mago del ladrillo", lo que llevó a una serie de denuncias del constructor Francisco Hernando, conocido como Paco El Pocero, ante las cuales la organización tuvo que recaudar fondos y entregar locales para hacer frente a las denuncias.
A finales de 2008 Cayo Lara fue elegido coordinador federal de IU, quien se encargó de impulsar el proyecto de Refundación de la Izquierda a nivel federal. El cargo de coordinador regional lo ocupó Daniel Martínez Sáez.
Algunos de sus líderes más destacados son: Juan Ramón Crespo Aguilar, Cayo Lara, Jorge Vega Martín y José Luis García Gascón.

## Coordinador Regional

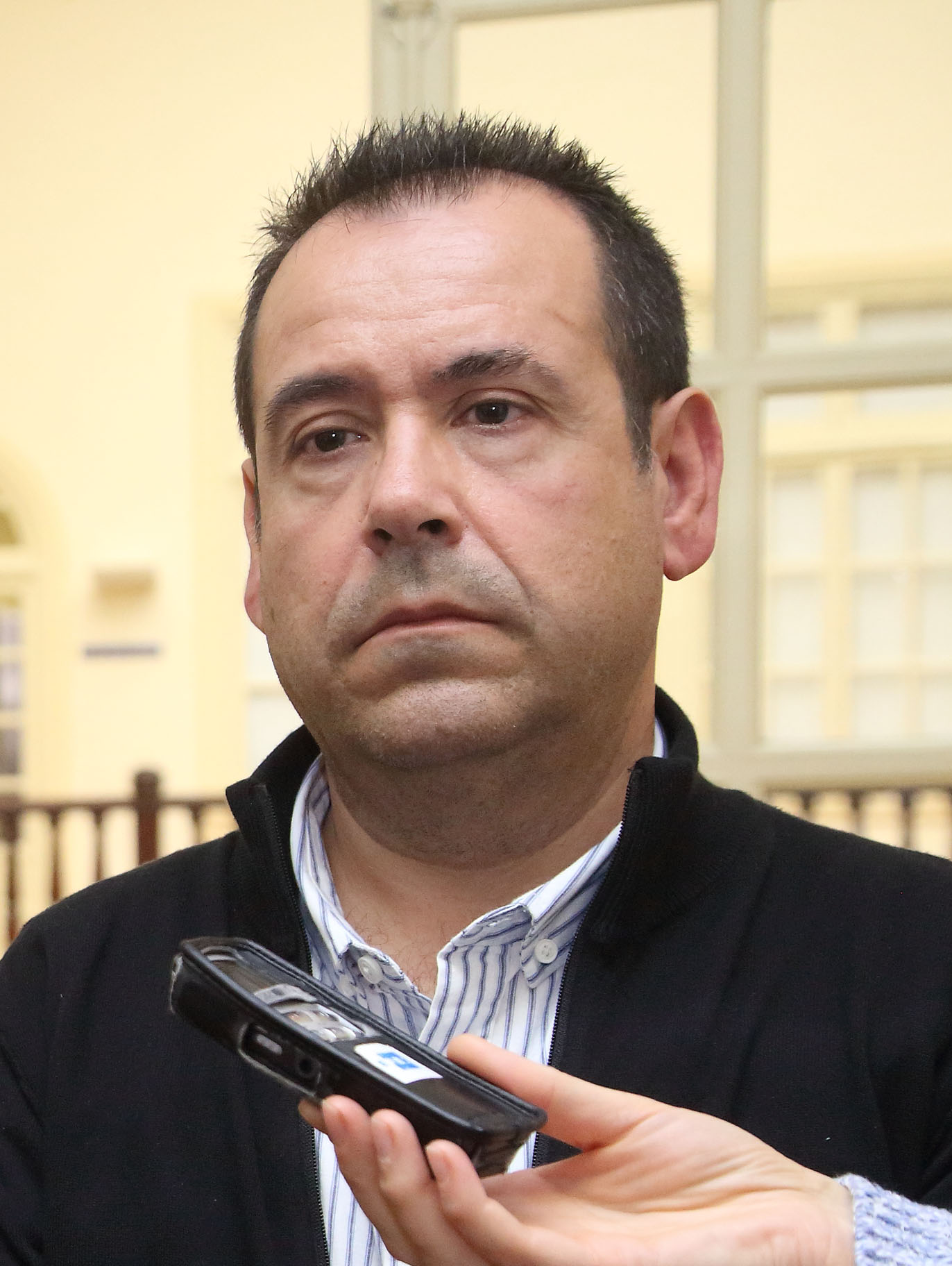
Juan Ramón Crespo, coordinador regional desde 2016.

El responsable máximo de la federación castellano-manchega de Izquierda Unida es su Coordinador. Han ostentado el cargo las siguientes personas:
1. Cayo Lara Moya (2000-2008).
2. Daniel Martínez Sáez (2008-2016).
3. Juan Ramón Crespo Aguilar (2016-2024).
4. Pedro Mellado (2024-actualidad).

## Resultados electorales

### Elecciones autonómicas
| Comicios | # de votos | % de votos | Procuradores | Observaciones                                                                   |
| -------- | ---------- | ---------- | ------------ | ------------------------------------------------------------------------------- |
| 1987     | 50 366     | 5,42 %     | 0/47         |                                                                                 |
| 1991     | 57 967     | 6,24 %     | 1/47         |                                                                                 |
| 1995     | 80 482     | 7,68 %     | 1/47         |                                                                                 |
| 1999     | 35 881     | 3,41 %     | 0/47         |                                                                                 |
| 2003     | 33 413     | 3,09 %     | 0/47         |                                                                                 |
| 2007     | 37 753     | 3,47 %     | 0/47         |                                                                                 |
| 2011     | 44 302     | 3,84 %     | 0/49         |                                                                                 |
| 2015     | 34 230     | 3,10 %     | 0/33         | Dentro de la coalición "Ganemos Castilla-La Mancha Los Verdes Izquierda Unida". |
| 2019     | 74 777     | 6,92 %     | 0/33         | Dentro de la coalición "Unidas Podemos-Izquierda Unida-Equo CLM".               |

### Elecciones generales
| Comicios          | # de votos | % de votos | Diputados | Observaciones                            |
| ----------------- | ---------- | ---------- | --------- | ---------------------------------------- |
| 1986              | 39 065     | 4,08 %     | 0/20      |                                          |
| 1989              | 67 727     | 6,96 %     | 0/20      |                                          |
| 1993              | 81 888     | 7,61 %     | 0/20      |                                          |
| 1996              | 95 199     | 8,4 %      | 0/20      |                                          |
| 2000              | 46 746     | 4,35 %     | 0/20      |                                          |
| 2004              | 39 001     | 3,37 %     | 0/20      |                                          |
| 2008              | 35 425     | 2,93 %     | 0/21      |                                          |
| 2011              | 67 817     | 5,78 %     | 0/21      |                                          |
| 2015              | 41 986     | 3,59 %     | 0/21      | Dentro de la coalición "Unidad Popular". |
| 2016              | 164 160    | 14,74 %    | 2/21      | Dentro de la coalición "Unidos Podemos". |
| Abril de 2019     | 120 747    | 10,17 %    | 0/21      | Dentro de la coalición "Unidas Podemos". |
| Noviembre de 2019 | 100 284    | 9,22 %     | 0/21      | Dentro de la coalición "Unidas Podemos". |